# László Erdős
László Erdős (Budapeste, 14 de abril de 1966) é um físico matemático húngaro.
Erdős estudou matemática na Universidade Eötvös Loránd em Budapeste, obtendo o diploma em 1990. Obteve um doutorado em 1994 na Universidade de Princeton, orientado por Elliott Lieb, com a tese Magnetic Schrödinger Operators and estimates on stochastic oscillatory integrals. De 1995 a 1998 foi pesquisador convidado e depois professor assistente no Instituto Courant de Ciências Matemáticas e a partir de 1998 professor assistente, a partir de 2001 professor associado e de 2003 a 2004 professor no Instituto de Tecnologia da Geórgia. Paralelamente foi a partir de 2003 professor na Universidade de Munique, depois de obter a habilitação na Universidade de Viena (Asymptotic analysis of complex quantum problems').
Foi palestrante convidado do Congresso Internacional de Matemáticos em Seul (2014: Random matrices, log gases and Hölder regularity). Em 2015 foi eleito membro da Academia Europaea e membro correspondente da Academia Austríaca de Ciências.

## Publicações
- Recent developments in quantum mechanics with magnetic fields. Proc. Symp. Pure Math., Band 76, American Mathematical Society 2006 (Barry Simon Festschrift), Arxiv.
- Linear Boltzmann equation as the weak coupling limit of the random Schrödinger equation. In: J. Dittrich, P. Exner, M. Tater: Operator Theory. Advances and Applications. Band 108, 1999, S. 233–242, und Erdős, Yau Comm. Pure Appl. Math. Band 53, 2000, S. 667–735, Arxiv.
- Magnetic Lieb-Thirring inequalities and stochastic oscillatory integrals. In: M. Demuth, B.-W. Schulze: Operator Theory. Advances and Applications.Band 78, 1995, S. 127–133.
- com H.-T. Yau: Universality of local spectral statistics of random matrices. Bulletin AMS, Band 49, 2012, S. 377–414, Arxiv.
- Universality of Wigner random matrices. Proc. ICMP, Prag 2009, Arxiv.
- Universality of Wigner random matrices: a survey of recent results. Russian Mathematical Surveys, Band 66, 2011, S. 67–198, Arxiv.
- com Salmhofer, Yau: Feynman graphs and renormalization in quantum diffusion. In: Quantum theory and beyond. Proceedings of the conference in honor of the 80th birthday of Wolfhart Zimmermann. World Scientific 2011, Arxiv.
- com Salmhofer, Yau: Towards the quantum Brownian Motion. Lecture Notes in Physics, Band 690, 2006, Arxiv.
- Scaling limits of Schrödinger quantum mechanics. In: Dynamical semigroups. Lecture Notes in Physics, Band 597, Springer Verlag, 2002.
- Lecture Notes on Quantum Brownian Motion. In: Jürg Fröhlich u. a.: Quantum theory from small to large scales. Les Houches 2010, Arxiv.